# Adolf van Teck

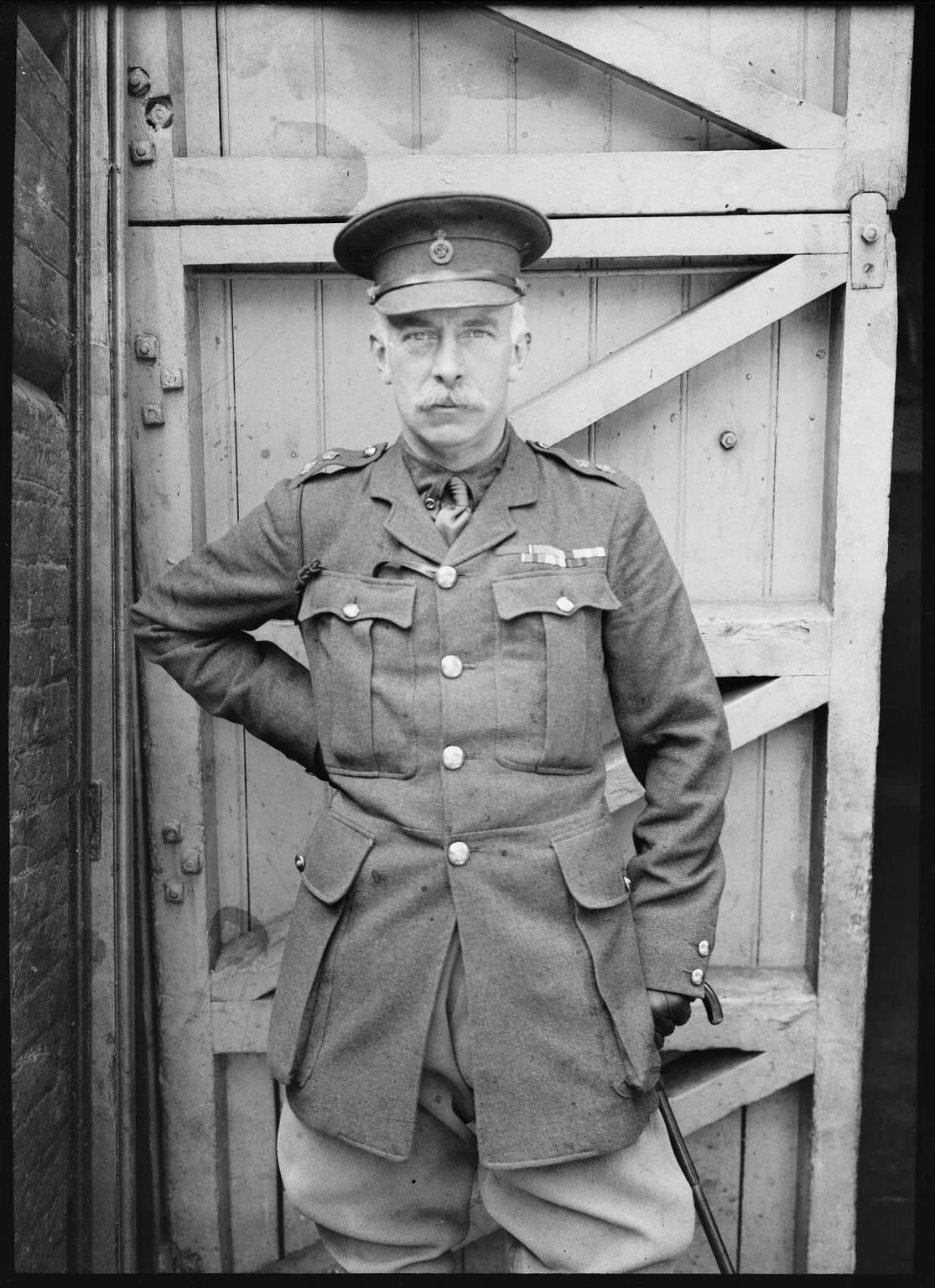
Adolf van Teck

Adolf Charles Alexander Albert Edward George Philip Louis Landislaus (Kensington Palace, Londen, 13 augustus 1868 — Shrewsbury, 23 oktober 1927), 1e markies van Cambridge, was een lid van de Britse koninklijke familie. Hij was de oudste broer van koningin Mary, de gemalin van koning George V. Hij volgde zijn vader in 1900 op als hertog van Teck in het koninkrijk Württemberg. Hij deed in 1917 afstand van al zijn Duitse titels en werd “markies van Cambridge”.

## Jeugd
Adolf werd op 13 augustus 1868 te Kensington Palace geboren als de zoon van prins Frans van Teck en diens echtgenote prinses Maria Adelheid van Cambridge. Zijn vader was de oudste zoon van hertog Alexander van Württemberg en diens echtgenote Claudine Rhédey van Kis-Rhéde, gravin van Hohenstein. Zijn moeder was de jongste dochter van Adolf van Cambridge en dus de kleindochter van koning George III. Adolf kreeg bij zijn geboorte de titel “Zijne Doorluchtige Hoogheid Prins Adolf van Teck”. Omdat hij een onhandig aantal van negen namen had, stond hij bij familieleden bekend als “Dolly”.

## Leger
Prins Adolf was een officier van de ruiterij, waarmee hij in de voetstappen trad van zijn vader, zijn beide grootvaders en zijn oom. Hij kreeg les aan het Wellington College, Berkshire, voordat hij naar de Koninklijke Militaire Academie Sandhurst ging. Op 19-jarige leeftijd sloot Adolf zich aan bij de “17th Lancers”, een regiment van zijn oom prins George, hertog van Cambridge, die van 1856 tot 1895 opperbevelhebber van het Britse leger was. In 1894 werd hij overgeplaatst naar de “1st Life Guards”. Adolf volgde zijn vader in januari 1900 op als hertog van Teck. De nieuwe hertog diende met zijn regiment tijdens de Boerenoorlog en werd transportofficier in de “Household Cavalry”. Vervolgens diende hij van 1904 tot 1910 als attaché van het Britse leger in Wenen, waarna hij met de rang van luitenant-generaal met pensioen ging. Toen de Eerste Wereldoorlog uitbrak, ging hij weer in dienst; hij diende eerst bij het “War Office”, een departement dat verantwoordelijk is voor de administratie van het Britse leger. Later diende hij als militaire secretaris van de opperbevelhebber in Frankrijk met de rang van brigadegeneraal. Hij werd in 1897 benoemd tot commandeur in de Koninklijke Orde van Victoria, in 1900 gepromoveerd tot ridder grootkruis in de Koninklijke Orde van Victoria en in 1911 volgde de benoeming tot ridder grootkruis in de Orde van het Bad. Hij werd door de bevolking als held gezien en had de bijnaam “soldier-prince”. De pers onthulde echter in 1998 dat Adolf tijdens de Eerste Wereldoorlog een aantal medische keuringen onderging om ziekteverlof aan te vragen.

## Huwelijk
In 1894 trouwde hij met Margaret Evelyn Grosvenor (1873-1929), de dochter van Hugh Lupos Grosvernor, 1e hertog van Westminster. Ze kregen vier kinderen:
- George Francis Hugh (1895-1981), hij volgde zijn vader op als 2e markies van Cambridge
- Victoria Constance Mary (1897-1987)
- Helena Frances Augusta (1899-1969)
- Frederick Charles Edward (1907-1940)

In 1911 gaf zijn schoonbroer, koning George V, hem de aanspreektitel “Zijne Hoogheid” als geschenk bij zijn kroning.

## Markies van Cambridge
Tijdens de Eerste Wereldoorlog heerste een anti-Duitse stemming in het Verenigd Koninkrijk en koning George V verzocht zijn familieleden afstand te doen van hun Duitse titels. Hij veranderde zelf de naam van het koninklijke huis van het Duitse huis Saksen-Coburg en Gotha naar het meer Engels klinkende Huis Windsor. Adolf deed daarom afstand van de titel “hertog van Teck” in het koninkrijk Württemberg en van de aanspreektitel “Zijne Hoogheid”. Adolf nam met zijn broer, prins Alexander van Teck, de achternaam “Cambridge” aan. Hun grootvader, prins Adolf, was namelijk hertog van Cambridge. Hij kreeg vervolgens de titels “markies van Cambridge, graaf van Eltham en burggraaf Northallerton” in de adelstand van het Verenigd Koninkrijk. Zijn oudste zoon nam de titel “graaf van Eltham” aan. Zijn jongere kinderen kregen de naam “Lord/Lady (christelijke naam) Cambridge”.
Adolf stierf in 1927 in een verpleeghuis in Shrewsbury, Engeland. Hij werd eerst begraven in de St George's Chapel (Windsor Castle) en later overgebracht naar de Royal Burial Ground, Frogmore. Zijn oudste zoon volgde hem op als 2e markies van Cambridge.